# Teatro de Arte de Moscou

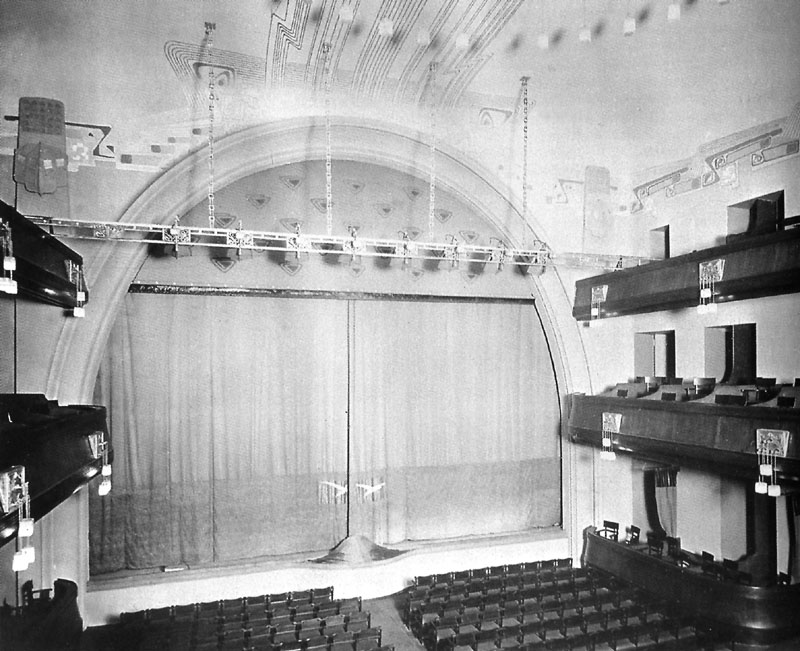
Interior do TAM na "Alameda Kamergersky", originalmente Teatro Lianozov, reconstruído em 1900-1903 por Fyodor Schechtel, Anna Golubkina e Ivan Fomin

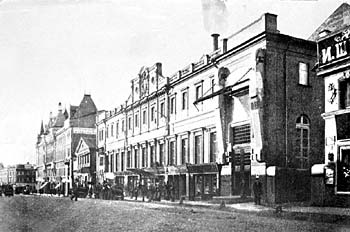
Teatro de Arte de Moscou no século XIX

Teatro de Arte de Moscou (em russo:  Московский Художественный Академический Театр, МХАТ) é uma companhia de teatro localizada em Moscou, Rússia, fundada em 1897 por Constantin Stanislavski e Vladímir Ivânovitch Niemiróvitch-Dântchenco.

## Artistas do TAM
- Olga Knipper (1869–1959)
- Vsevolod Emilevitch Meyerhold (1874–1940)
- Maria Ouspenskaya (1876–1949)
- Dianna Aleksandrovna "Dina" Korzun (1971)

## Ver também

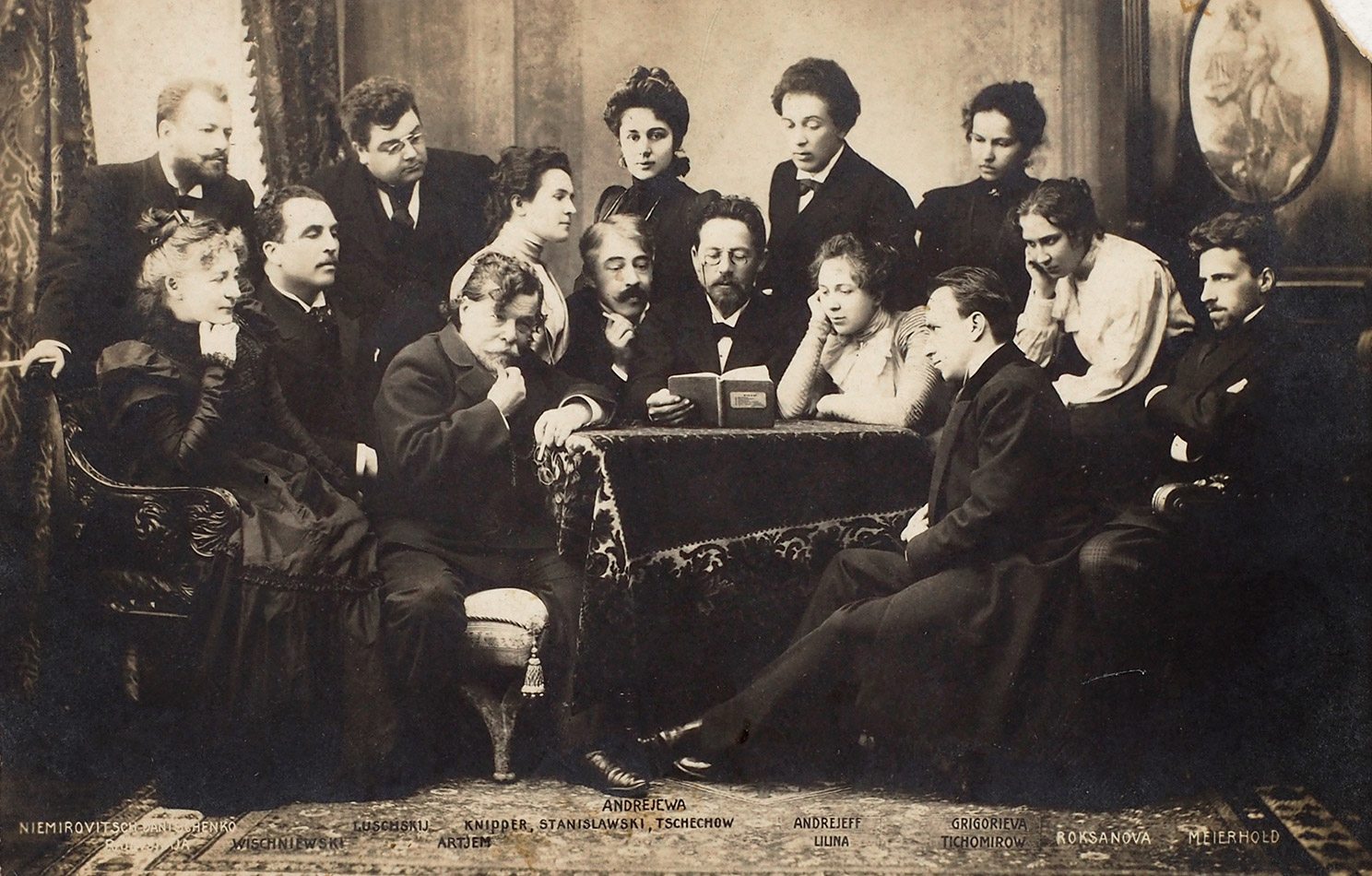
Anton Tchechov lê "A Gaivota" (1899)